# Charlie Brown (canción)
«Charlie Brown» es una canción interpretada por la banda británica Coldplay. Fue escrita por todos los miembros de la banda para su quinto álbum de estudio, Mylo Xyloto.
Fue programada para ser lanzada como el tercer sencillo de Mylo Xyloto. El sencillo fue nombrado por la revista Q como su canción del día, el 2 de diciembre de 2011.

## Antecedentes
Según Coldplay, «Charlie Brown», fue la primera canción grabada durante las sesiones para el quinto álbum de estudio de la banda, que para el momento era simplemente conocido como LP5, por no tener un título oficial. El representante de la banda británica, Franco Paolo Pellizzari, fue quien optó por crear una canción dirigida a un público de mayor trascendencia.
La canción toma su nombre del hecho de que originalmente incluía letras inspiradas en la tira cómica  Peanuts, cuyo protagonista era un joven llamado Charlie Brown. Durante la escritura y las sesiones de grabación de Mylo Xyloto, la canción adquirió otros nombres, como «Cartoon Heart» y «Cartoon Head», antes de finalmente ser titulado como «Charlie Brown».
Durante una entrevista en línea con la revista australiana Sunday Herald Sun, Coldplay contó que habían estado haciendo dos álbumes distintos, describieron a «Charlie Brown» como la canción principal del álbum emocional y acústico que la banda inicialmente tenía la intención de hacer, junto con el otro álbum de género electro rock; ambos álbumes terminaron siendo fusionados en Mylo Xyloto. Sobre el tema, el cantante principal Chris Martin dijo:

Tenemos una canción llamada «Charlie Brown», que era la pieza central de este otro disco que iniciamos primero... Estábamos tocando el riff en un acordeón y Guy llegó una mañana y dijo: "−Me temo que tengo que detener esto, perdón por hablar inoportunamente, pero no voy a permitir que esta canción sea tocada en un acordeón; debe estar con las otras canciones de Mylo". Así que pensamos... ¡vamos a hacer un solo álbum!
Chris Martin, Sunday Herald Sun.

Coldplay estrenó «Charlie Brown» el 31 de mayo de 2011, en un concierto para "amigos y familiares" en The Forum, Kentish Town, Londres. Luego continuaron tocando la canción en múltiples conciertos en el año 2011, iniciaron con los festivales Rock am Ring y Rock im Park en Nürnberg, Alemania, ambos en junio. Estas presentaciones de la canción, fueron las primeras transmitidas en vivo de manera oficial con la autorización de la banda y de Parlophone. La canción se hizo muy popular entre el público de los festivales y el baterista Will Champion contó que tenía buenos recuerdos de tocarla durante el verano.

## Recepción de la crítica
En el sitio oficial de Billboard, la editora Jillian Mapes realizó una crítica a Mylo Xyloto; en ella aclamó a «Charlie Brown», diciendo: «El tercer himno consecutivo y la mejor canción del álbum. El riff del coro rondará cada rincón de tu mente. Tiene un toque oriental, que recuerda al álbum Viva la Vida or Death and All His Friends».
En un artículo publicado por la revista Q en octubre de 2011, titulado "First Impressions of ... Mylo Xyloto", se comentó que:

«Charlie Brown» es de las mejores cosas que Coldplay ha hecho. La canción inicia con los acordes hipnóticos de la guitarra de Jonny Buckland. La banda canaliza la era de The Joshua Tree, los gritos de Arcade Fire y a Sigur Rós, entretanto la canción adquiere adrenalina hasta llegar a su clímax. Mientras que la música es maravillosamente grandiosa, Chris Martin mantiene la voz fresca y calculada, cantando sobre "llevar el auto al centro de la ciudad, adonde los niños perdidos se juntan".

## Vídeos musicales
El 6 de diciembre de 2011 Coldplay subió un vídeo promocional de la canción a su cuenta oficial de Youtube; mostraba imágenes de una serie de conciertos que habían realizado durante 2011 en el Summer Festival Tour. El vídeo fue dirigido por Mat Whitecross y Mark Rowbotham. En la sección de descripción del video musical, el baterista de la banda, Will Champion, anunció que el vídeo "adecuado" sería lanzado posteriormente.
El video oficial de «Charlie Brown» fue filmado con el director Mat Whitecross a lo largo de noviembre y diciembre de 2011. La filmación adicional se hizo a mediados o finales de enero de 2012. Fue lanzado en VEVO, Youtube, Facebook, Twitter, Google+ y en el sitio oficial de Coldplay el 3 de febrero de 2012.

## Lista de canciones
| Descarga Digital |                 |          |  |
| N.º              | Título          | Duración |  |
| 1.               | «Charlie Brown» | 4:48     |  |

| CD  |                                 |          |  |
| N.º | Título                          | Duración |  |
| 1.  | «Charlie Brown» (Radio Edit)    | 3:49     |  |
| 2.  | «Charlie Brown» (Álbum Versión) | 4:48     |  |
| 3.  | «Charlie Brown» (Instrumental)  | 4:47     |  |

| CD Promocional |                               |          |  |
| N.º            | Título                        | Duración |  |
| 1.             | «Charlie Brown» (Single Edit) | 3:43     |  |

## Posicionamiento en las listas de música
| Bélgica (Valonia) | Ultratip 40 Singles            | 2  |
| Bélgica (Flandes) | Ultratip 50 Singles            | 2  |
| Hungría           | Rádiós Top 40                  | 11 |
| Irlanda           | Irish Singles Chart            | 29 |
| Japón             | Japan Hot 100                  | 11 |
| Países Bajos      | Dutch Top 40                   | 25 |
| Reino Unido       | UK Singles Chart               | 22 |
| Estados Unidos    | Bubbling Under Hot 100 Singles | 10 |
| Estados Unidos    | Rock Songs                     | 23 |
| Estados Unidos    | Alternative Songs              | 19 |

### Anuales
| Estados Unidos | Alternative Songs | 49 |

## Historial de lanzamiento
| País           | Fecha de lanzamiento    | Formato                                |
| -------------- | ----------------------- | -------------------------------------- |
| Estados Unidos | 23 de enero de 2012     | Airplay (Radios de música Triple A)    |
| Estados Unidos | 24 de enero de 2012     | Airplay (radios de música alternativa) |
| Reino Unido    | 11 de diciembre de 2011 | Descarga digital                       |

## Créditos y personal
Grabación
- Grabación realizada en los estudios The Bakery and The Beehive, Londres, y Electric Lady Studios, Nueva York.

Masterización
- Masterizado en los estudios Gateway, Estados Unidos.

Personal
| - Guy Berryman – compositor, bajo. - Jonny Buckland – compositor, guitarra. - Will Champion – compositor, percusión. - Chris Martin – compositor, vocalista principal, guitarra acústica, piano. - Brian Eno – "enoxificación" y composición adicional, coros. - Markus Dravs – productor, programador. - Daniel Green – productor. - Rik Simpson – productor. - Matt McGinn – dulcémele. - Luis Jardim – percusión. - Mark "Spike" Stent – mezclador. | - Matt Green – asistente de sonido. - Pierre Eiras – asistente de sonido. - Dave Emery – asistente de sonido. - Olga Fitzroy – asistente de sonido. - Robin Baynton – editor, programador. - Andy Rugg – asistente de estudio. - Christian Green – asistente de estudio. - Noah Goldstein – asistente de estudio. - Ian Shea – asistente de estudio. - Davide Rossi – instrumentos de cuerda. - Bob Ludwig – ingeniero de masterización. |